# Thalassoma genivittatum
 Thalassoma genivittatum és una espècie de peix de la família dels làbrids i de l'ordre dels perciformes.

## Morfologia
Els mascles poden assolir els 20 cm de longitud total.

## Distribució geogràfica
Es troba a Maurici i KwaZulu-Natal (Sud-àfrica).